# ايمي وليامز
ايمي وليامز (بالإنجليزية: Amy Williams)‏ (و. 1982  م) هي متزلجة تزلج صدري بريطانية، ولدت في كامبريج، شاركت في الألعاب الأولمبية الشتوية 2010، وسباق الزلاجات الصدرية في الألعاب الأولمبية الشتوية 2010 – سيدات ‏.

## التعليم
تعلمت في جامعة باث.

## جوائز
حصلت على جوائز منها:
- عضو رتبة الإمبراطورية البريطانية.

## روابط خارجية
- ايمي وليامز على موقع IBSF (الإنجليزية)
- ايمي وليامز على موقع اللجنة الأولمبية الدولية (الإنجليزية)
- ايمي وليامز على موقع أوليمبيديا (الإنجليزية)
- ايمي وليامز على موقع اللجنة الأولمبية البريطانية (الإنجليزية)